# Дулгубни
Дулгубните (на латински: Dulgibini, на гръцки: οι Δουλγούμνιοι; Dulgubnier) са германско племе, споменато от Тацит. .
Te sa западни германи, живели според Тацит южно от Хамбург в района на Люнебургер хайде и Алер около днешния град Целе, югоизточно от ангривариите и хамавите.
По-късно по време на преселението на народите не са вече самостоятелен народ. В споменатите земи вече живеели дошлите от Скандинавия лангобарди (Барденгау). Дулгубните са се слели вероятно със саксите или хавките.